# Liste der Mitglieder der Deutschen Akademie der Naturforscher Leopoldina/1825
Die Liste der Mitglieder der Deutschen Akademie der Naturforscher Leopoldina für 1825 enthält alle Personen, die im Jahr 1825 zum Mitglied ernannt wurden. Insgesamt gab es sieben neu gewählte Mitglieder.

## Mitglieder
| Nr.  | Name                                  | Beiname         | Geboren       | Aufnahme | Gestorben     | Bild                        | Datenbank |
| ---- | ------------------------------------- | --------------- | ------------- | -------- | ------------- | --------------------------- | --------- |
| 1294 | Johann Friedrich Blumenbach           | Aristoteles IV. | 11. Mai 1752  | 19. Sep. | 22. Jan. 1840 | Johann Friedrich Blumenbach | 2044      |
| 1295 | Sabinus Berthelot                     | Chr. Smith      | 4. Apr. 1794  | 28. Nov. | 10. Nov. 1880 | Sabinus Berthelot           | 1978      |
| 1296 | Samuel Elias Baron von Bridel-Brideri | Hedwig I.       | 28. Okt. 1763 | 28. Nov. | 7. Jan. 1828  |                             | 1669      |
| 1297 | Wilhelm Ludwig von Rapp               | Laurenti II.    | 3. Juni 1794  | 28. Nov. | 11. Nov. 1868 | Wilhelm Ludwig von Rapp     | 6121      |
| 1298 | Martin Heinrich Rathke                | Monro II.       | 25. Aug. 1793 | 28. Nov. | 3. Sep. 1860  | Martin Heinrich Rathke      | 6124      |
| 1299 | Johannes Nepomuk von Ringseis         | W. Hamilton I.  | 16. Mai 1785  | 28. Nov. | 22. Mai 1880  | Johann Nepomuk Ringseis     | 6227      |
| 1300 | Ferdinand August Max Franz von Ritgen | Roederer        | 11. Okt. 1787 | 28. Nov. | 14. Apr. 1867 |                             | 6230      |

## Hinweis zu den Lebensdaten
In der Liste sind zunächst die Lebensdaten gemäß Archiv der Leopoldina aufgenommen. Diese beziehen sich auf die Angaben gem. Neigebaur (1860) und Ule (1889). Die Lebensdaten im Namensartikel können daher von den Lebensdaten in der Liste abweichen.